# Maio z Bari
Maio z Bari (italsky Maione di Bari, sicilsky Maiuni di Bari, 1115 – 10. listopadu 1160 Palermo) byl sicilský admirál. Z nízkého původu se vypracoval k titulům admirála, ammiratus ammiratorum a Emír emírů. K moci se dostal na počátku vlády sicilského krále Viléma a pokračoval v politice Vilémova předchůdce. Snažil se o vyloučení šlechty z administrativních záležitostí a rovněž o omezení přílišné svobody měst.
Nespkojené barony trpící silnou královskou mocí podněcoval ke vzpouře papež Hadrián IV. i byzantský císař Manuel I. Komnenos a císař Svaté říše římské Fridrich I. Barbarossa. Koncem roku 1155 řecká vojska obsadila Bari, Trani, Giovinazzo, Andrii a Taranto a začala obléhat Brindisi. Vilémova armáda se vylodila na poloostrově, zničila řeckou flotilu a armádu v Brindisi a obsadila Bari. Papež Hadrián v Beneventu podepsal 18. června dohodu, v níž opustil rebely a uznal Viléma jako krále Sicílie. Během léta 1157 vyslal Vilém mohutnou flotilu (164 lodí a 10 000 mužů), která vyplenila řecký ostrov Euboia a město Almyros. V následujícím roce uzavřel s Řeky mír. Tyto diplomatické úspěchy byly patrně dílem Maia, který zřejmě radil k opuštění afrických držav ve prospěch arabské dynastie Almohadů s ohledem na nebezpečí, které království hrozilo ze severu. Křesťanská Mahdie padla v lednu 1160.
10. listopadu 1160 byl Maio na palermské ulici zavražděn vůdcem nespokojené sicilské šlechty Matějem Bonellim.